# How It's Made
How It's Made is een Canadese documentaireserie op Discovery Channel die laat zien hoe alledaagse producten worden gemaakt.

## Beschrijving
De serie startte op 6 januari 2001 op het Canadese Discovery Channel. De serie bestaat uit 32 seizoenen met in totaal 416 afleveringen die van 2001 tot en met 2019 zijn opgenomen en uitgezonden. Vanaf 2007 ging men over op HD-beeldformaat.
In elke aflevering van 30 minuten worden vier productieprocessen getoond. Enkele voorbeelden zijn de fabricage van tandenstokers, trucks, tapijten, vuurwerk, yoghurt, laminaat, pruiken, drumstellen, zwaarden, metaaldetectors, harde schijven, modelvliegtuigen, bourbon-whiskey, jukeboxen en hekken.
Er zijn voor elke regio verschillende voice-overs. In de Canadese versie zijn dit Mark Tewksbury (2001), Lynn Herzeg (2002-2004), June Wallack (2005) en Lynne Adams (2006-heden). In de Amerikaanse versie zijn dit Brooks Moore en Zac Fine, en in de Europese versie spreekt Tony Hirst het programma in.